# 克列斯齐
克列斯齐（羅馬化：Kresttsy）是俄罗斯诺夫哥罗德州的工人村（市级镇）、克列斯齐区行政中心，地处诺夫哥罗德州中部，位于伊尔门湖流域霍洛瓦河畔，在州府大诺夫哥罗德东南方。连接莫斯科与圣彼得堡的M10公路（俄罗斯公路）经过该镇东北部。
该地2021年人口有7,249人；2010年人口8,717；2002年人口9,963；1989年人口10,464。